# Chevrolet Master
Chevrolet Master – samochód osobowy klasy wyższej produkowany pod amerykańską marką Chevrolet z lat 1933–1942.

## Galeria

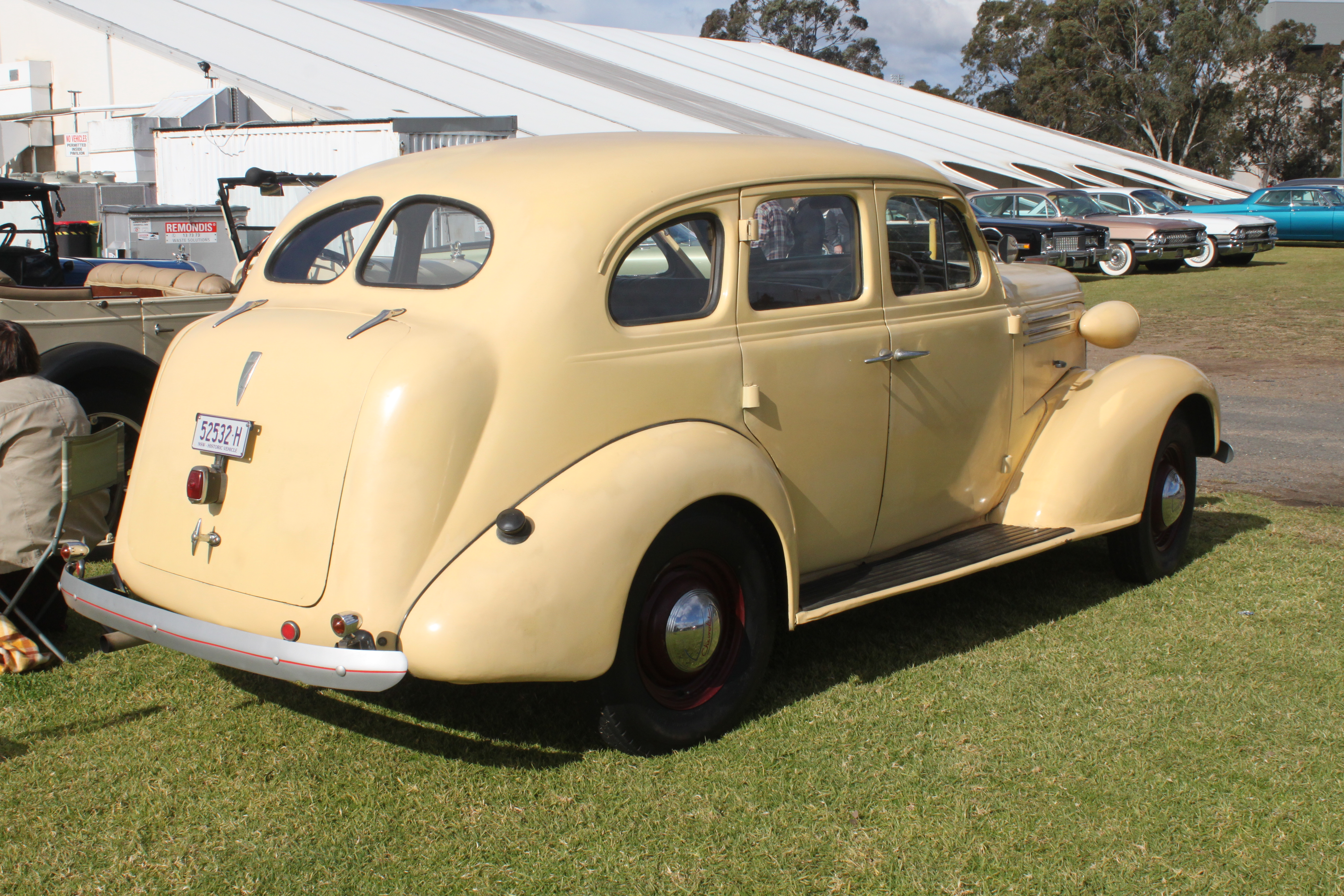
Chevrolet Master - tył
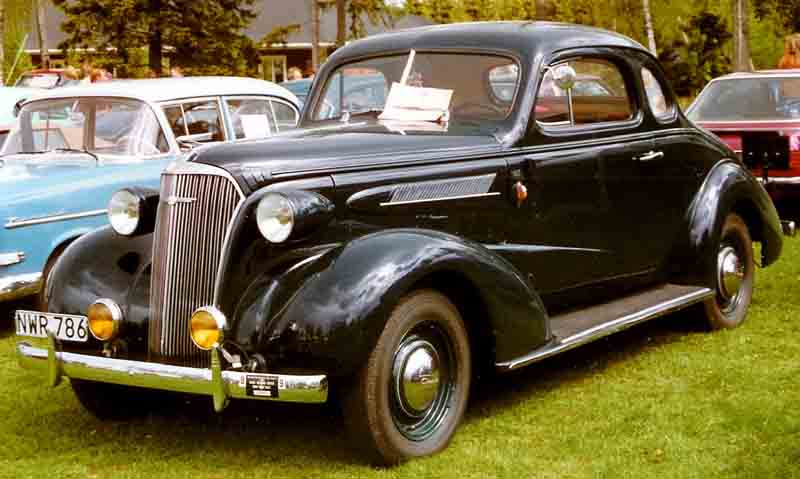
Chevrolet Master Coupe